# Stanislav Filimonov
Pour les articles homonymes, voir Filimonov.
Stanislav Filimonov (né le 7 juin 1979 à Almaty) est un sauteur à ski kazakh.

## Palmarès

### Jeux olympiques
| Épreuve / Édition | Nagano 1998 | Salt Lake City 2002 |
| Petit Tremplin    | 32e         | 32e                 |
| Grand Tremplin    | 25e         | 30e                 |
| Par Equipes       | 11e         | 13e                 |

### Championnats du monde
| Épreuve / Édition | Épreuve / Édition | Trondheim 1997 | Ramsau 1999 | Lahti 2001 | Val di Fiemme 2003 |
| Petit Tremplin    | Petit Tremplin    | 52e            | 63e         | 43e        |                    |
| Grand Tremplin    | Grand Tremplin    | 56e            | 53e         |            |                    |
| Par Equipes       | PT                |                |             | 11e        |                    |
| Par Equipes       | GT                |                |             | 11e        | 11e                |

### Coupe du monde
- Meilleur classement final: 74e en 2002.
- Meilleur résultat: 28e.